# سفيتلانا جيراسيمنكو
سفيتلانا جيراسيمنكو (بالطاجيكية: Светлана Герасименко)‏ (و. 1945 – م) هي عالمة فلك من الاتحاد السوفيتي. ولدت في باريشيفكا. تعلمت في جامعة تاراس شفتشينكو الوطنية في كييف.